# Palazzo Buonsignori
Le Palazzo Buonsignori est un palais citadin de Sienne situé via San Pietro. Avec le palazzo Brigidi il accueille les collections de la Pinacothèque nationale de Sienne.

## Histoire
Issu des Tegliacci, c'est un des plus ouvragés palais privés de Sienne. Datant du début du Quattrocento, de style gothique tardif, sa façade en brique est crénelée en haut et possède une banquette au niveau de la rue. Ses deux étages supérieurs sont équipés de fenêtres trifores séparées par des bandes lombardes.
Il fut restauré au XXe siècle dans l'esprit du Purisme italien.

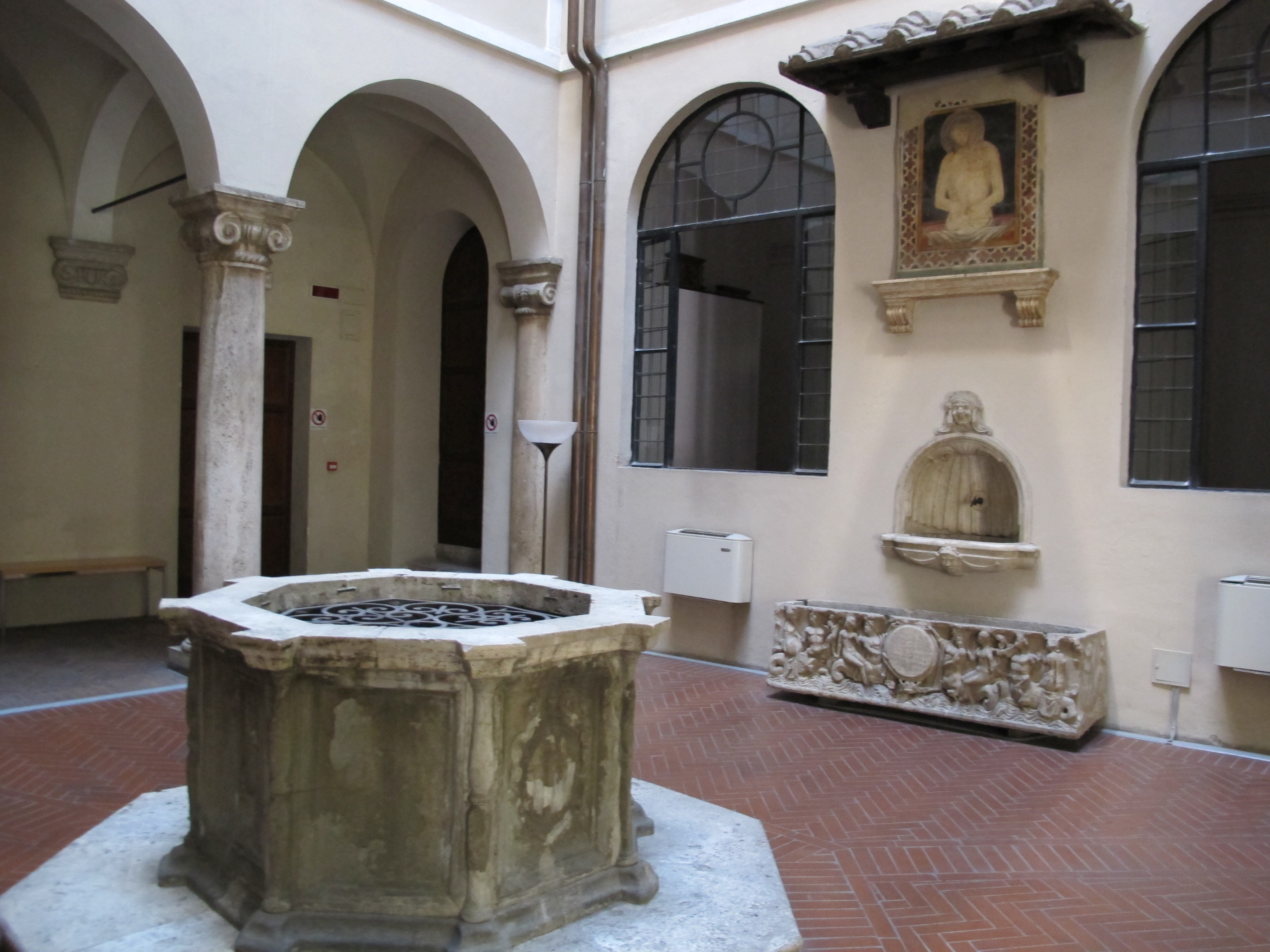
Le cortile, entrée du musée.
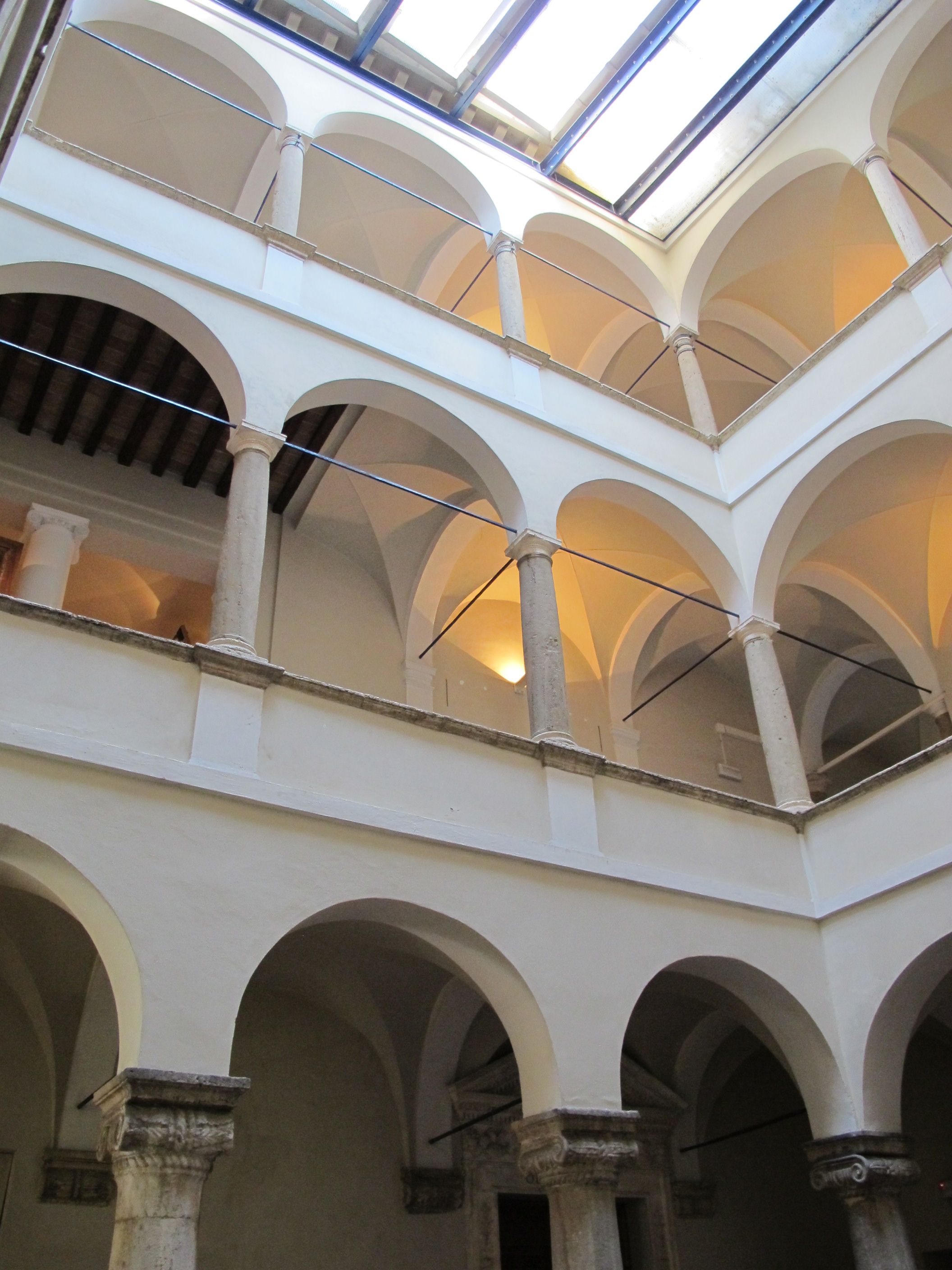
Les loggie donnant sur le cortile.
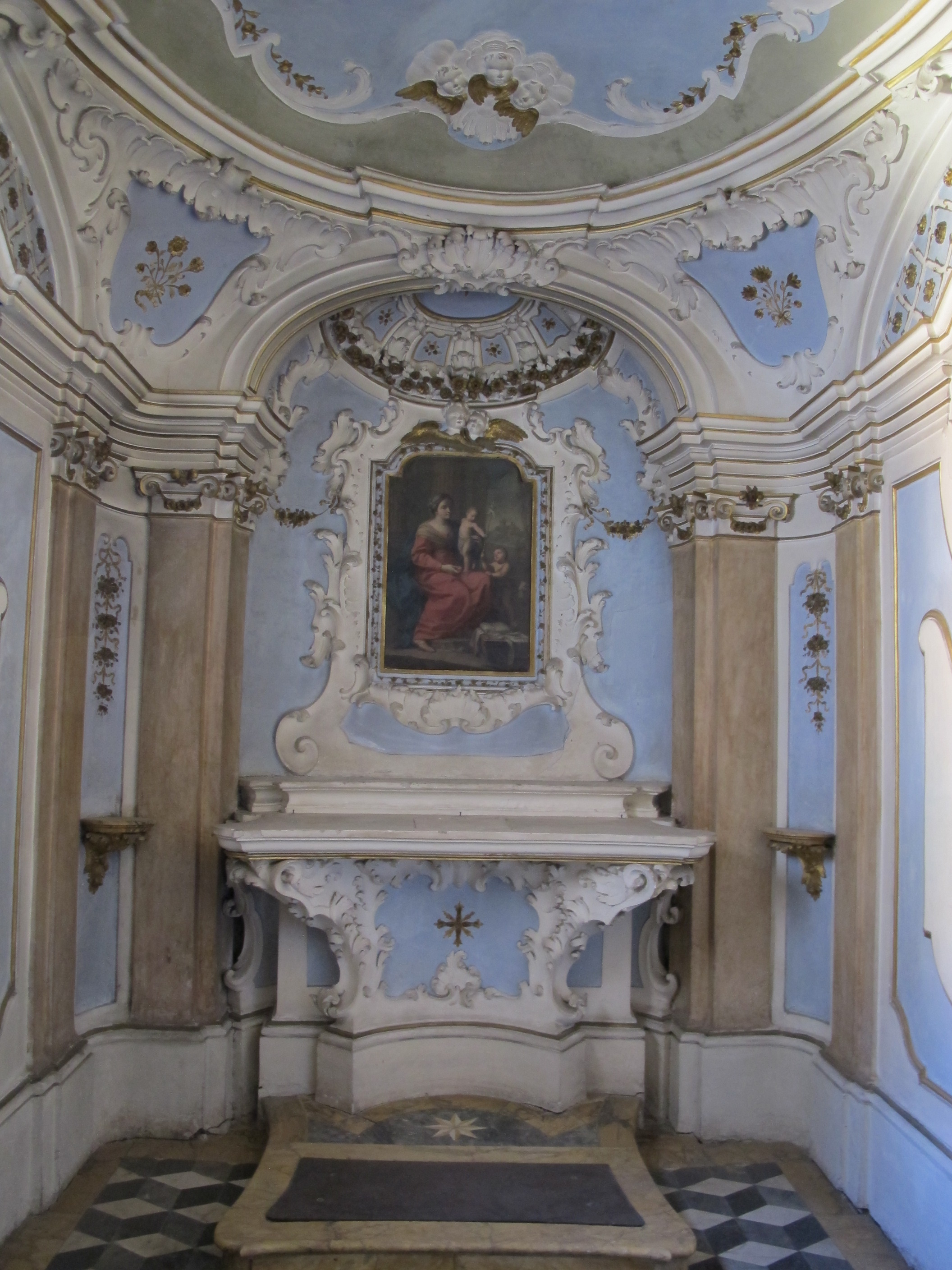
La cappellina.